# Ceton
Ceton ist eine französische Gemeinde mit 1.765 Einwohnern (Stand: 1. Januar 2022) im Département Orne in der Region Normandie. Sie gehört zum Arrondissement Mortagne-au-Perche und zum Kanton Ceton. Die Einwohner werden Cetonnais genannt.

## Geographie
Ceton ist die südlichste Gemeinde des Départements Orne. Sie liegt am Fluss Braye an der Grenze zu den Départements Eure-et-Loir und Sarthe, 37 Kilometer nordöstlich von Le Mans. Umgeben wird Ceton von den Nachbargemeinden Mâle im Norden, Les Étilleux im Osten, Saint-Bomer im Südosten, Théligny im Süden, Cormes im Südwesten, Cherré-Au im Südwesten und Westen, Avezé im Westen sowie Le Theil im Nordwesten.

## Bevölkerungsentwicklung
| Jahr                       | 1962 | 1968 | 1975 | 1982 | 1990 | 1999 | 2006 | 2014 | 2021 |
| -------------------------- | ---- | ---- | ---- | ---- | ---- | ---- | ---- | ---- | ---- |
| Einwohner                  | 1877 | 1720 | 1682 | 1809 | 1786 | 1919 | 1930 | 1823 | 1765 |
| Quellen: Cassini und INSEE |      |      |      |      |      |      |      |      |      |

## Sehenswürdigkeiten
- Kirche Saint-Pierre-ès-Liens, teilweise aus dem 11. Jahrhundert, Monument historique
- Altes Pfarrhaus, während des 17. Jahrhunderts errichtet
- Schloss Beauvais, Monument historique
- Herrenhaus Le Mont-Gâteau, Monument historique

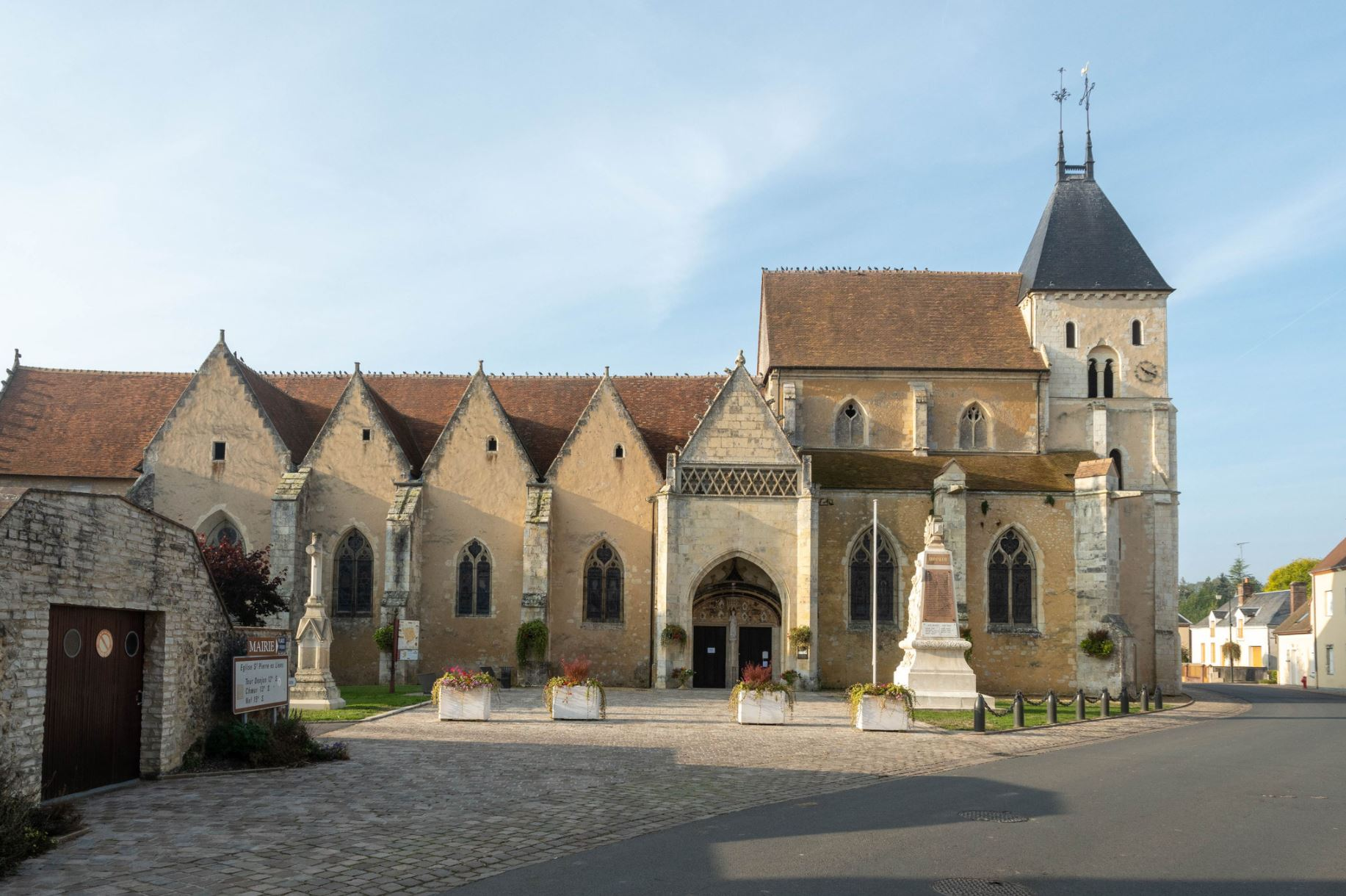
Kirche Saint-Pierre-ès-Liens

## Gemeindepartnerschaft
Mit der deutschen Gemeinde Neckarwestheim in Baden-Württemberg besteht seit 1978 eine Partnerschaft.

## Persönlichkeiten
- Fernand Loriot (1870–1932), Pazifist, Mitbegründer der Kommunistischen Partei Frankreichs